# NGC 6193

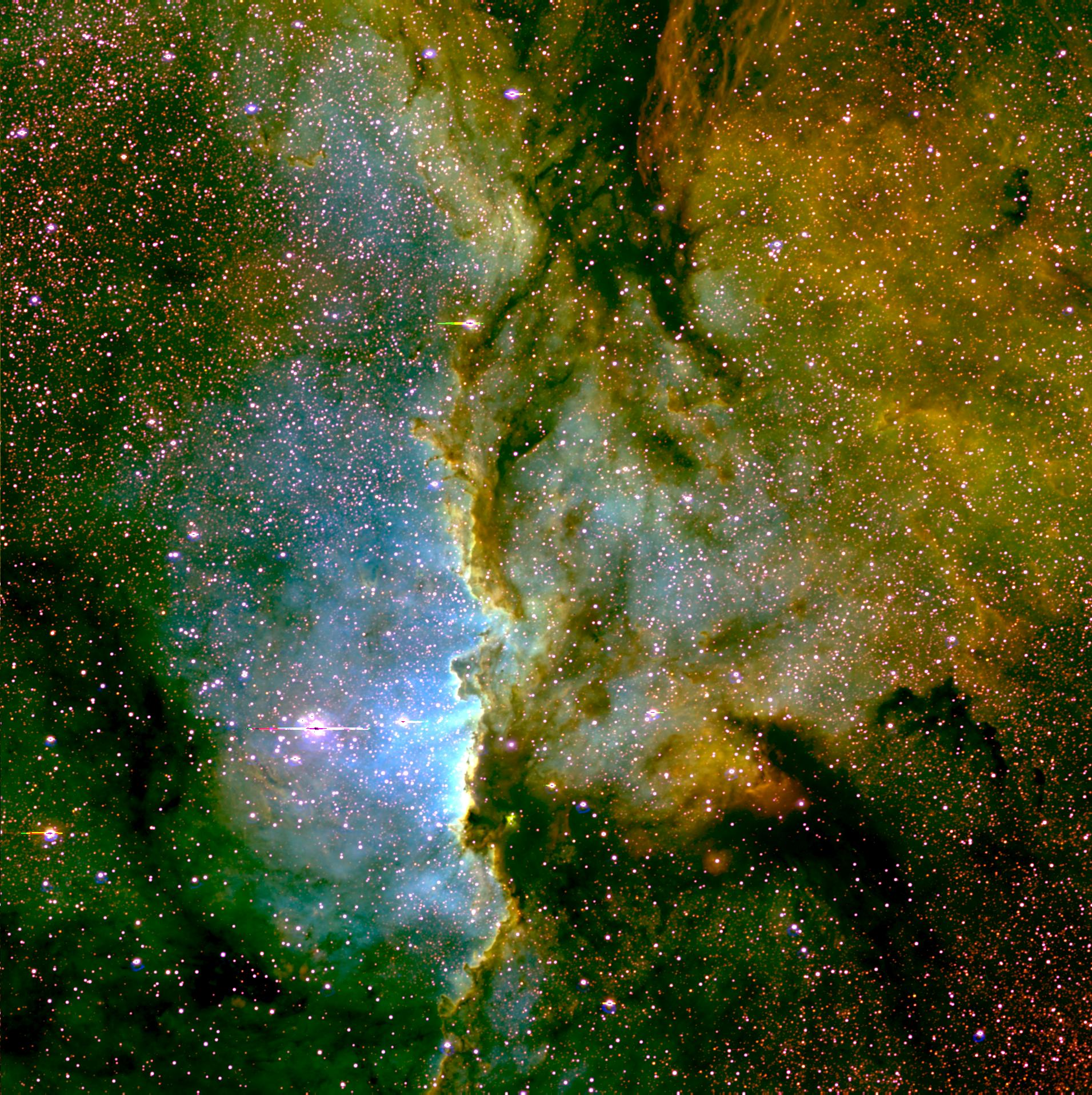
NGC 6193

NGC 6193 sau Caldwell 82 este un roi deschis din constelația Altarul. 